# Toro (Italie)
Pour les articles homonymes, voir Toro.
Toro est une commune de la province de Campobasso, dans la région Molise, en Italie.

## Administration
| Période                                  | Période  | Identité           | Étiquette | Qualité |
| ---------------------------------------- | -------- | ------------------ | --------- | ------- |
| 14 juin 2004                             | En cours | Salvatore Cofelice |           |         |
| Les données manquantes sont à compléter. |          |                    |           |         |

### Communes limitrophes
Campodipietra, Jelsi, Monacilioni, Pietracatella, San Giovanni in Galdo.